# Pierre Brangier
Pierre Brangier est un industriel et homme politique français né le 7 septembre 1859 à Breloux-la-Crèche (Deux-Sèvres) et décédé le 26 août 1944 à la Rochebeaucourt (Dordogne)
Issu d'une famille de médecins, il dirige une distillerie d'alcool de betteraves. Il se lance alors dans l'industrie de l'alccol, fédérant les producteurs au niveau national, afin de favoriser l'usage industriel de l'alcool. Entre 1905 et 1917, il vit en Californie, pour développer ses affaires. Il revient en France et se présente aux élections sénatoriales de 1920. Sénateur des Deux-Sèvres de 1920 à 1927, il siège au groupe de l'Union républicaine.

## Sources
- « Pierre Brangier », dans le Dictionnaire des parlementaires français (1889-1940), sous la direction de Jean Jolly, PUF, 1960 [détail de l’édition]